# Euphrosine tosaensis
Euphrosine tosaensis är en ringmaskart som beskrevs av Imajima 200. Euphrosine tosaensis ingår i släktet Euphrosine och familjen Euphrosinidae. Inga underarter finns listade i Catalogue of Life.